# Vasili Pogreban
Oleg Tarnovschi (în rusă Василий Погребан; n. 26 iunie 1989, Grigoriopol, RSS Moldovenească) este un canoist rus. Concurând în evenimente duble (K-2) și cvadruple (K-4), el a câștigat două medalii la campionatele mondiale, inclusiv un aur în 2013 și medalii de argint la Jocurile Europene din 2015 și Campionatele Europene din 2016. S-a clasat pe locul nouă în proba K-4 1000 m la Jocurile Olimpice de vară din 2016.

## Legături externe
- Profil la Federația Internațională de Canoe
- Profil la Comitetul Olimpic Internațional
- en Vasili Pogreban la Olympedia.org